# セマンティックエラー
『セマンティックエラー』（原題：시맨틱 에러、英題： Semantic Error）は、動画配信プラットフォームWATCHAが2022年に配信したオリジナルドラマ。

## 概要
原作は、Jeo Soori氏が2017年より連載を始めたBL小説。同作品は2018年に韓国の「RIDI BOOKS BL小説作品大賞」を受賞。その後、オーディオドラマ、ウェブトゥーンやアニメも制作された人気BL小説。
韓国国内では、本作がWATCHAで配信開始した直後に、WATCHA TOP10の１位を獲得。ドラマの好調で、原作であるウエブ小説の売上も急増した。ドラマの配信に合わせ、行われた原作小説のイベントでは、イベント初日原作小説の売上が916%増、イベント全体期間内に576%増を突破し、ウェブトゥーンは前月対比売上が312%増、販売数量は340%増を記録した。そして、ドラマのフォトエッセイは出版後2週間で3万部以上販売され、主役の1人チュ・サンウを演じたパク・ジェチャンが所属するDKZの2021年発表楽曲「CRAZY NIGHT」と、2020年発表楽曲「LUPIN」が韓国音楽配信サイトのチャートで逆走するなど、ドラマ以外でも話題となった。
その人気は韓国国内にとどまらず、台湾では動画配信サービスGagaOOLalaにより配信された直後から、連続数ヶ月間視聴回数１位を維持。最終話を配信した当日、台湾地域でGoogleトレンドの「急上昇ワード」2位を記録する人気ぶりを見せた。日本国内では、WATCHAが2022年3月に配信スタートしてから2022年5月10日まで、全作品の中で視聴時間１位を維持している。

## あらすじ
周囲から｢変わり者｣と呼ばれているコンピューター工学科の秀才チュ・サンウと、モデルのような容姿でデザイン科の先輩ジェヨン。正反対の二人が、なんと一緒にゲームの開発をすることになった。まるでコンピューターのエラーのような、正反対の2人が徐々に惹かれ合うキャンパスロマンスが始まる。

## 登場人物
- チャン・ジェヨン：パク・ソハム
- チュ・サンウ：パク・ジェチャン (DKZのメンバー)
- チェ・ユナ：ソン・ジオ
- リュ・ジヘ：キム・ノジン
- ゴ・ヒョンタク：キム・ウォンギ
- ハン・スヨン：チェ・スギョン

## OST (オリジナル・サウンドトラック)
- Part.1（2022年2月16日リリース）

| #  | タイトル            | 作詞 | 作曲・編曲 | アーティスト | 時間 |
| -- | ------------------- | ---- | ---------- | ------------ | ---- |
| 1. | 「Romantic Devil 」 |      |            | 콜딘(Coldin) | 3:08 |

- Part.2（2022年3月3日リリース）

| #  | タイトル                    | 作詞 | 作曲・編曲 | アーティスト | 時間 |
| -- | --------------------------- | ---- | ---------- | ------------ | ---- |
| 1. | 「Can you stay 」(꿈속에서) |      |            | 콜딘(Coldin) | 3:02 |